# Dictyopharina sichuanensis
Dictyopharina sichuanensis är en insektsart som beskrevs av Song och Liang 2006. Dictyopharina sichuanensis ingår i släktet Dictyopharina och familjen Dictyopharidae. Inga underarter finns listade i Catalogue of Life.